# Recorda'm
Recorda'm (títol originalment en anglès, Remember Me) és una pel·lícula estatunidenca del gènere romàntic amb forta càrrega dramàtica. Va ser estrenada el 12 de març de 2010. Dirigida per Allen Coulter i escrita per Will Fetters i Jenny Lumet, compta amb les actuacions de Robert Pattinson, Pierce Brosnan i Emilie de Ravin.

## Argument
Tyler (Robert Pattinson), és un jove rebel de Nova York que té una relació complicada amb el seu pare (Pierce Brosnan) des que una tragèdia va separar a la seva família (el suïcidi del seu germà). Tyler creu que ningú pot entendre'l fins al dia que coneix a Ally (Emilie de Ravin) en un gir inesperat del destí. L'amor és l'última cosa en el seu cap, però el seu esperit sembla sanar-lo i inspirar-lo i acaba enamorat d'ella. A través del seu amor, ell comença a trobar la felicitat i el significat de la seva vida. Però aviat, alguns secrets seran descoberts i les circumstàncies que els van unir, ara els separen. Recorda'm és una història inoblidable sobre el poder de l'amor, la força de la família, i la importància de viure apassionadament cada dia de la nostra vida.

## Repartiment
- Robert Pattinson com Tyler
- Pierce Brosnan com Charles
- Emilie de Ravin com Ally Craig
- Chris Cooper com Neil Craig
- Martha Plimpton com Helen Craig
- Lena Olin com Diane Hirsch
- Peyton R. List com Samantha